# Zwischenprodukt
Unter einem Zwischenprodukt (oder Intermediat) versteht man in der Chemie das Produkt einer chemischen Reaktion, das aus chemischen, technischen oder wirtschaftlichen Gründen nicht isoliert oder in Verkehr gebracht, sondern weiter umgesetzt wird. 

## Allgemeines
Der Begriff Zwischenprodukt gehört zur Chemie, wird aber zuweilen auch in der Betriebswirtschaftslehre für nicht marktreife Halbfabrikate verwendet. Nur wenige Endprodukte entstehen Konrad Mellerowicz zufolge in zwei Produktionsstufen durch Fortfall des Zwischenproduktes. Bei der einstufigen Produktion entsteht Wilhelm Krelle zufolge durch einmalige Kombination der Produktionsfaktoren unmittelbar das Endprodukt, bei der mehrstufigen Produktion werden zunächst Zwischenprodukte erzeugt, die dann am Ende erst das Endprodukt entstehen lassen.

## Chemie
Entscheidend ist die Sichtweise des Herstellers. Verarbeitet er beispielsweise Dextrin weiter, so ist es ein Zwischenprodukt; er könnte es aber auch verkaufen, dann ist es ein Endprodukt. Dextrin entsteht nämlich als Zwischenprodukt bei der Umwandlung von Stärke in Monosaccharide wie beispielsweise Glucose, Paraffin ist ein Zwischenprodukt bei der Destillation von Petroleum.
Die begrifflichen Grenzen zwischen Rohstoff, Zwischenprodukt und Endprodukt sind oftmals willkürlich und hängen von der jeweiligen Perspektive ab. So ist beispielsweise Harnstoff für einen Hersteller, der dieses Produkt an einen Dritten abgibt, ein Endprodukt. Verwendet der Dritte den Harnstoff zur Herstellung von Melamin, so ist es für ihn ein Rohstoff. Verarbeitet der Harnstoff-Produzent das Produkt selbst weiter, so ist es für ihn ein Zwischenprodukt.
- Bei reaktionsmechanistischer Betrachtung ist ein Zwischenprodukt ein Molekül, das in einer mehrstufigen Reaktion sowohl als Produkt eines Reaktionsschrittes wie auch als Reaktant des darauf folgenden fungiert.[6]
- In der chemischen Industrie bezeichnet Zwischenprodukt ein zur Weiterverarbeitung bestimmtes Produkt, das zwischen Rohstoff und Endprodukt steht.

## Rechtsfragen
Die EU-Chemikalienverordnung REACH unterscheidet bei den Zwischenprodukten
- nicht-isolierte Zwischenprodukte,
- standortinterne isolierte Zwischenprodukte und
- transportierte isolierte Zwischenprodukte.

Während die nicht-isolierten Zwischenprodukte von der REACH-Verordnung ausgenommen sind, gibt es für die isolierten Zwischenprodukte eine Registrierung mit geringeren Informationsanforderungen, sofern eine Stofffreisetzung bei der Herstellung und Verwendung sicher ausgeschlossen werden kann.

## Abgrenzungen
Wenn Zwischenprodukte nicht in Verkehr gebracht werden, unterscheiden sie sich in der Betriebswirtschaftslehre von Nebenprodukten und Kuppelprodukten. Nebenprodukte entstehen zwangsläufig bei der Produktion von – eigentlich im Betriebszweck vorgesehenen – Hauptprodukten, Kuppelprodukte fallen zwangsläufig bei naturnaher Gewinnung und Herstellung von Agrarprodukten, Grundstoffen, Naturprodukten und vor allem in der chemischen und pharmazeutischen Industrie an. Zwischenprodukte sind daher bei der Bilanzierung als Halbfabrikate einzustufen.